# Ливингстон (Тексас)
Ливингстон (енгл. Livingston) град је у америчкој савезној држави Тексас. По попису становништва из 2010. у њему је живело 5.335 становника.

## Демографија
Према попису становништва из 2010. у граду је живело 5.335 становника, што је 98 (1,8%) становника мање него 2000. године.
| Група             | 2000.         | 2010.         |
| Белци             | 3.545 (65,2%) | 3.200 (60,0%) |
| Афроамериканци    | 1.005 (18,5%) | 959 (18,0%)   |
| Азијати           | 45 (0,8%)     | 57 (1,1%)     |
| Хиспаноамериканци | 755 (13,9%)   | 1.053 (19,7%) |
| Укупно            | 5.433         | 5.335         |